# Население на Велико Търново
Населението на Велико Търново към 31 декември 2020 г. е 72 207 души, по данни на ГРАО. Област Велико Търново е деветата област по големина на населението в България с 252 хиляди души. В цялата област Велико Търново, едноименната община е с най – голяма с 89 900 жители.

## Преброявания на населението
Численост на населението според преброяванията през годините:
По времето на столичния период, градът е бил с население от приблизително 25000 души. Слез завладяването от Османците, населението намалява двойно. Петър Бакшев съобщава, че градът през 1640 година е с население от 10000 души. Константин Фотинов дава информация за населението на града през 1843 година в „Общое землеописание“ – 26 000 души.
Велико Търново е един от четирите града в България с положителен естествен прираст през някакъв период от време след 1985 г. Населението му се е увеличило с 4,3 % между 2006 и 2014 г., а през 2015 г. отново е намаляло. В града към 1 февруари 2011 г. живеят 68 783 жители според данни от официалното преброяване на НСИ.
Численост на населението според преброяванията извършени от НСИ през годините:
| \| Година на преброяване \| Численост \| \| --------------------- \| --------- \| \| 1887 \| 5700 \| \| 1910 \| 12 469 \| \| 1934 \| 13 963 \| \| 1946 \| 16 223 \| \| 1956 \| 24 648 \| \| 1965 \| 37 337 \| \| 1975 \| 56 522 \| \| 1985 \| 69 605 \| \| 1992 \| 67 540 \| \| 1993 \| 68 059 \| \| 1994 \| 67 865 \| \| 1995 \| 67 486 \| \| 1996 \| 66 269 \| \| 1997 \| 65 443 \| \| 1998 \| 65 017 \| \| 1999 \| 64 513 \| \| 2000 \| 63 460 \| \| 2001 \| 66 897 \| \| 2002 \| 66 819 \| \| 2005 \| 66 145 \| \| 2009 \| 67 099 \| \| 2011 \| 68 735 \| \| 2016 \| 68 320 \| \| 2017 \| 68 780 \| \| 2018 \| 68 859 \| \| 2019 \| 68 828 \| \| 2020 \| 69 605 \| \| 2021 \| 71 033 \| \| 2022 \| 72 207 \| |           |
| Година на преброяване | Численост |
| 1887 | 5700      |
| 1910 | 12 469    |
| 1934 | 13 963    |
| 1946 | 16 223    |
| 1956 | 24 648    |
| 1965 | 37 337    |
| 1975 | 56 522    |
| 1985 | 69 605    |
| 1992 | 67 540    |
| 1993 | 68 059    |
| 1994 | 67 865    |
| 1995 | 67 486    |
| 1996 | 66 269    |
| 1997 | 65 443    |
| 1998 | 65 017    |
| 1999 | 64 513    |
| 2000 | 63 460    |
| 2001 | 66 897    |
| 2002 | 66 819    |
| 2005 | 66 145    |
| 2009 | 67 099    |
| 2011 | 68 735    |
| 2016 | 68 320    |
| 2017 | 68 780    |
| 2018 | 68 859    |
| 2019 | 68 828    |
| 2020 | 69 605    |
| 2021 | 71 033    |
| 2022 | 72 207    |

## Прираст на населението

### Механичен прираст
След падането на Търновград хиляди жители на града са избити или падат в робство. Част от населението в града мигрира във Влашко, Венеция, Русия и други места. Градът се заселва с българи от други краища на страната и османци от Анадола. Въпреки това будни българи останали в Търново, но поради икономическите промени, мигрирали към по-оживените търговски градове – Свищов и Русе.
След Освобождението на България и в началото на XX век, много търновци мигрират към т.нар. „Нов свят“ и новата българска столица – София.
Напусналите Велико Търново за периода 1990 – 2005 се над 20 000 души. Голяма част от тях имигрират в страни като Германия, Италия и други. Голяма част от великотърновци се изселват и в българските градове: София, Варна и други. В града се заселват много жители от самата област и от областите: Плевен, Търговище, Русе и др.
Най-много жители в града се заселват през 2010 г. – 33,9‰.

### Раждаемост
В община Велико Търново раждаемостта на 1000 души от населението се е увеличила до 8,7%. Най-стойност на раждаемостта е достигната през 2007 г. – 9,9%.

### Смъртност
В община Велико Търново смъртността на 1000 души от населението е най-голяма през 2008 г. – 13,6%.

### Естествен прираст
Естественият прираст за Велико Търново за последните 20 години е най-висок през 2009 г. – -6,5% и най-нисък през 2011 г. – -8%.

## Етнически състав
През Средновековието българският етнос е бил основен. Освен това в града са живели и чуждестранни генуезки, венециански,дубровски, арменски и кумански поданици – търговци и дипломати.
През Осмавското владичество населението в града е преобраладаващо българско, но и със значително османско присъствие.
| Година | Немюсюлмански ханета | Мюсюлмански ханета |
| ------ | -------------------- | ------------------ |
| 1479   | 372                  | 132                |
| 1516   | 450                  | 248                |
| 1523   | 450                  | 212                |
| 1541   | 394                  | 226                |
| 1579   | 429                  | 250                |

Според последните данни от преброяването от 2011 г. физическите лица, обявили своята етническа идентичност, са разпределени по следния начин:
| Етноси в град Велико Търново (2011) | Етноси в град Велико Търново (2011) | Етноси в град Велико Търново (2011) | Етноси в град Велико Търново (2011) | Етноси в град Велико Търново (2011) |
| ----------------------------------- | ----------------------------------- | ----------------------------------- | ----------------------------------- | ----------------------------------- |
| Етническа група                     |                                     |                                     | процент                             |                                     |
| българи                             | българи                             |                                     | 85.0%                               | 85.0%                               |
| турци                               | турци                               |                                     | 3.5%                                | 3.5%                                |
| цигани                              | цигани                              |                                     | 0.5%                                | 0.5%                                |
| други                               | други                               |                                     | 0.4%                                | 0.4%                                |
| недекларирани                       | недекларирани                       |                                     | 7.0%                                | 7.0%                                |
| общо                                | общо                                |                                     | 100.0%                              | 100.0%                              |

- Българи: 59 649 (95,5%)
- Турци: 2225 (3,6%)
- Цигани: 320 (0,5%)
- Други: 1132 (0,4%)
- Гърци: 31
- Арменци: 32
- Руснаци: 320
- Румънци: 100
- Неопределени: 618 (0,3%)

- Недекларирани: 6330 (9,2%)

Общо: 68 883

## Гъстота на населението
В община Велико Търново гъстотата на населението е 100 души/кв. км. Най-гъсто заселените райони в града са кварталите Бузлуджа и Колю Фичето.

## Възрастова структура
Според възрастовите групи структурата е следната – от 0 до 17 г.(17.6%), от 18 до 64 г. – (69.1 %) и над 64 г – (13.2 %).
Коефициентът на образованост в града е сравнително висок – 73%.